# МАЗ-6310
МАЗ-6310 — семейство белорусских крупнотоннажных грузовых автомобилей, выпускающихся на Минском автомобильном заводе с 2007 года параллельно с МАЗ-6312.

## Информация
Автомобиль МАЗ-6310 соответствует требованиям TIR по грузоперевозкам в составе автопоезда в системе транзитной транспортировки МДП. Кабина позволяет водителю комфортно чувствовать себя во время работы, а колёсная база позволяет перевозить грузы даже по бездорожью.
Как некоторые большегрузы, МАЗ-6310 обслуживает дальнобойные маршруты, по которым требуется доставить груз. Кабина оборудована двумя спальными местами, а сама модель является удлинённой версией МАЗ-6312. Полная масса кузова составляет 43,5 м3. Грузоподъёмность составляет 10 тонн.

## Модификации
- МАЗ-631019.
- МАЗ-6310E9[3].